# Miniopterus australis
Miniopterus australis — вид ссавців родини довгокрилових.

## Проживання, поведінка
Країна поширення: Австралія, Бруней-Даруссалам, Індонезія (Ява, Калімантан), Малайзія, Нова Каледонія, Папуа Нова Гвінея, Філіппіни, Соломонові Острови, Тимор-Лешті, Вануату. Мешкає від рівня моря до 1500 м над рівнем моря. Лаштує сідала в колоніях в печерах і тунелях, також може бути знайдений в дуплах дерев. Харчується комахами в тропічних лісах.
Період вагітності близько чотирьох з половиною тижнів, після чого одне дитинча народжується. Вид може мігрувати сезонно.

## Загрози та охорона
Немає серйозних загроз для цього виду. З урахуванням широкого ареалу, передбачається, присутній в багатьох охоронних територіях.